# ۱۳۴۵ (قمری)
۱۳۴۵ (قمری)، هزار و سیصد و چهل و پنجمین سال در گاهشماری هجری قمری است. اول محرم این سال برابر با دوازدهم ژوئیه سال ۱۹۲۶ میلادی است.

## زادگان
- سید محمدصادق حسینی روحانی، مرجع تقلید شیعه ایرانی

## وابسته
- محمدصادق روحانی